# Glyphodes actorionalis
Glyphodes actorionalis is een vlinder uit de familie van de grasmotten (Crambidae), uit de onderfamilie van de Spilomelinae. De wetenschappelijke naam van deze soort is voor het eerst voorgesteld door Francis Walker in een publicatie uit 1859.

## Verspreiding
De soort komt voor in Zambia, Mozambique, India (Sikkim, Meghalaya), Sri Lanka, China, Japan, Taiwan, Thailand, Maleisië, Indonesië (Sulawesi, Ambon), Papoea-Nieuw-Guinea en Australië.

## Waardplanten
De rups leeft op:
- Fabaceae
  - Erythrina  variegate[1] L.
  - Pithecellobium dulce[1] (Roxb.) Benth.
- Moraceae
  - Ficus elastica[1] Roxb. ex Hornem.
  - Ficus acemosa[1] L.